# Saison cyclonique 1993 dans l'océan Atlantique nord
La saison cyclonique 1993 dans l'océan Atlantique nord commence officiellement le 1er juin 1993 et se termine le 30 novembre 1993, dates qui délimitent conventionnellement la période pendant laquelle la plupart des cyclones tropicaux se forment dans l'océan Atlantique. Elle a été particulièrement meurtrière, bien qu'en dessous de la moyenne, et a produit dix cyclones tropicaux, huit tempêtes tropicales, quatre ouragans et un ouragan majeur. Le premier cyclone tropical, la dépression tropicale Un, s'est développé le 31 mai, tandis que la dernière tempête, la dépression tropicale Dix, s'est dissipée le 30 septembre, bien avant la date moyenne de dissipation du dernier cyclone tropical d'une saison. Cela représente la fin la plus précoce de la saison des ouragans depuis dix ans.
L'ouragan le plus intense, Emily, de catégorie 3 sur l'échelle des ouragans de Saffir-Simpson, se propage en parallèle de la côte de la Caroline du Nord, causant des dégâts mineurs et quelques décès avant de se déplacer vers la mer. La tempête la plus destructrice de la saison est l'ouragan Gert, un cyclone tropical qui dévaste plusieurs pays d'Amérique centrale ainsi que le Mexique. Dans toutes ses zones d'impact, les dégâts totalisent 170 millions de dollars et 102 décès sont signalés. Les restes de Gert atteignent l'océan Pacifique et sont classés comme dépression tropicale Quatorze. Le système le plus meurtrier est la tempête tropicale Bret, qui fait 184 morts, en plus de causer 25 millions de dollars de pertes en se dirigeant vers l'ouest à travers Trinité, le Venezuela, la Colombie et le Nicaragua. Dans l'océan Pacifique, les restes de Bret contribuent au développement de l'ouragan Greg.
Trois autres cyclones tropicaux ont eu des effets mineurs à modérés sur terre. Il s'agit de la dépression tropicale Un et des tempêtes tropicales Arlene et Cindy. La totalité des cyclones tropicaux de la saison 1993 dans l'Atlantique nord a causé 382 décès et 322,3 millions de dollars de pertes.

## Noms des tempêtes 1993
La liste de noms suivante a été utilisée pour les tempêtes nommées qui se sont formées dans l'Atlantique Nord en 1993. Il s'agit de la même liste que celle utilisée pour la saison 1987,. Aucun nom n'a été retiré après la saison, donc la liste a été réutilisée pour la saison 1999.
| - Arlene (TT) - Bret (TT) - Cindy (TT) - Denis (TT) - Emily (C3) - Floyd (C1) - Gert (C2) | - Harvey (C1) - Irene (inutilisé) - Jose (inutilisé) - Katrina (inutilisé) - Lenny (inutilisé) - Maria (inutilisé) - Nate (inutilisé) | - Ophelia (inutilisé) - Philippe (inutilisé) - Rita (inutilisé) - Stan (inutilisé) - Tammy (inutilisé) - Vince (inutilisé) - Wilma (inutilisé) |

## Description de la saison
C'est une saison inférieure à la moyenne avec dix systèmes tropicaux formées dont 8 ont atteint le statut de tempête tropicale et 4 le statut d’ouragan. Un seul a finalement atteint le statut d’ouragan majeur, ce qui est inférieur à la moyenne de 2,7 pour la période 1981-2010.
La saison des ouragans dans l'Atlantique a commencé officiellement le 1er juin, mais l'activité cyclonique a commencé un jour plus tôt avec le développement de la dépression tropicale Un le 31 mai. Cependant, au cours des deux mois suivants, l'activité est restée minimale, avec une seule tempête nommée (Arlene) en juin. Août est le mois le plus actif, avec quatre systèmes en développement : les tempêtes tropicales Bret, Cindy et Dennis, ainsi que l'ouragan Emily. Septembre, normalement le pic climatologique de la saison des ouragans, n'a vu se former que trois tempêtes nommées : les ouragans Floyd, Gert et Harvey. Le dernier système de 1993, la dépression tropicale Dix, est devienu extratropical le 30 septembre, deux mois avant la fin officielle de la saison le 30 novembre,.
La faible activité est attribuée à un cisaillement du vent anormalement fort dans le bassin Atlantique, seuls un ouragan et trois tempêtes tropicales ont touché terre au cours de la saison. La dépression tropicale Un et l'ouragan Emily ont également eu des répercussions terrestres. Cependant, l'ensemble des cyclones tropicaux ont causé 382 décès et 322,3 millions de dollars de dégâts.
| D | T | 1 | 2 | 3 | 4 | 5 |

## Cyclones tropicaux

### Dépression tropicaleUn
Une onde tropicale en se déplaçant vers l'ouest se transforme en dépression tropicale Un ou n°1 près de l'île de la Jeunesse (Cuba) le 31 mai 1993. En raison du fort cisaillement du vent et de sa proximité avec la terre, la dépression ne peut se renforcer et frappe l'ouest de Cuba plus tard dans la journée. Elle apparait dans le détroit de Floride le 1er juin et commence à s'organiser et à s'intensifier légèrement, mais reste néanmoins en dessous de l'intensité d'une tempête tropicale. À ce moment, l'approche d'un creux d'ondes courtes accélère la dépression vers le nord-est à travers les Bahamas occidentales. Par la suite, le champ de vent de la dépression commence à s'étendre et perd toutes ses caractéristiques tropicales alors qu'il se trouve au nord-est des Bahamas le 2 juin.
De fortes pluies à Cuba provoquent des inondations dans les régions centrales et orientales du pays, en forçant l'évacuation de 40 000 personnes, la destruction de 1 860 maisons et l'endommagement de 16 500 autres. De plus, les récoltes sont gravement touchées par les inondations, deux mois seulement après les importants dégâts agricoles causés à Cuba par la « Tempête du siècle de 1993 (en) » en mars. La dépression y fait 7 morts et 5 autres personnes sont portées disparues.
En Haïti, les inondations provenant des bandes extérieures de la tempête tuent des milliers de tête de bétail et entraînent 13 décès. De fortes précipitations en Floride donne des accumulations jusqu'à près de 250 mm localement, bien qu'elles n'aient que peu d'impact à part soulager la sécheresse. L'impact aux Bahamas est inconnu.

### Tempête tropicaleArlene
Le 9 juin, une onde tropicale est détectée dans la mer des Caraïbes puis se déplace à travers l'Amérique centrale. Ensuite, le système entre dans le golfe du Mexique, bien que son développement ultérieur soit interrompu par un cisaillement du vent défavorable. Après que les conditions deviennent un peu plus favorables, l'onde se transforme en dépression tropicale Deux le 18 juin. La dépression se renforce lentement à mesure qu'elle se déplace vers l'ouest-nord-ouest, puis vers le nord-nord-ouest, à travers l'ouest du golfe du Mexique.
Le 19 juin, la dépression devient la tempête tropicale Arlene. Le lendemain, à 9 h UTC, elle touche terre sur l'île Padre, au Texas, avec des vents de 65 km/h. La tempête s'affaiblit rapidement à l'intérieur des terres et dégénère en une zone de basse pression résiduelle le 21 juin.
Au Salvador, les précipitations de l'onde tropicale provoquent des glissements de terrain dans tout le pays, causant 20 décès. D'importantes précipitations au Mexique provoquent des inondations dans les États de Veracruz, Campeche, Yucatán, San Luis Potosí, Quintana Roo, Nuevo León et Jalisco. Cinq morts et 33 millions de dollars de dégâts sont répertoriés au Mexique,.
Arlene provoque également des pluies torrentielles au Texas, culminant à 388 mm à Angleton, tandis que les quantités de précipitations ailleurs sont principalement comprises entre 230 et 280 mm. Dans tout l'État, de nombreuses routes sont inondées et plus de 650 maisons (dont 25 maisons mobiles) subissent des dégâts des eaux. Les pertes agricoles dans l'Est du Texas comprennent 20 % des melons cantaloups, 10 % des pastèques et 18 % des tomates. Un décès est répertorié et les dégâts au Texas atteignent 22 millions de dollars.
Au total, la tempête tropicale Arlene a causé 26 décès et 55 millions de dollars de pertes.

### Tempête tropicaleBret
Une onde tropicale se déplaçant vers l'ouest se transforme en dépression tropicale Trois alors qu'elle se trouve à environ 1 850 km à l'ouest du Cap-Vert le 4 août. La dépression se renforce et est reclassée en tempête tropicale Bret le jour suivant. Elle se renforce légèrement ensuite et atteint des vents de 95 km/h, tout en maintenant cette intensité en traversant Trinidad le 7 août.
Plus tard dans la journée, Bret touche la côte près de Macuro, État de Sucre au Venezuela, avant de réapparaître brièvement dans la mer des Caraïbes. La tempête fait un autre passage au Venezuela le 8 août puis traverse le nord de la Colombie. Elle s'affaiblit sur le terrain montagneux et tombe à l'intensité d'une dépression tropicale au sud-ouest de la mer des Caraïbes. Bret se renforce à nouveau avant de toucher terre dans le sud du Nicaragua le 10 août. Elle traverse l'océan Pacifique et se dissipe, bien qu'elle se soit ensuite régénérée en ouragan Greg,.
À Trinidad, la tempête laisse 35 000 personnes sans électricité, tandis que les pluies causent des dégâts mineurs aux cultures et aux routes, avec des pertes totalisant environ 909 000 dollars. Les précipitations au Venezuela atteignent 340 mm dans certaines zones. En conséquence, des glissements de terrain généralisés sont signalés, qui détruisent 10 000 maisons et causent 173 décès. Un décès est signalé dans le pays voisin, la Colombie. Au Nicaragua, la tempête détruit 850 maisons et endommage 1 500 autres. Environ 35 000 personnes se retrouvent sans abri dans ce pays. En outre, la destruction de 25 centres médicaux, 10 écoles et 10 églises est rapportée. Des dommages aux infrastructures routières sont également signalés, avec 12 ponts s'effondrant lors du passage de Bret. Il y a 10 décès au Nicaragua, dont 9 victimes de noyade après le naufrage d'un navire espagnol.
Au total, la tempête tropicale Bret cause 184 décès et environ 25 millions de dollars de dégâts.

### Tempête tropicaleCindy
Une onde tropicale entre dans l'océan Atlantique en provenance du nord-ouest de l'Afrique le 8 août. Elle traverse l'Atlantique et se transforme en dépression tropicale Quatre le 14 août à moins de 160 km au nord de la Barbade. Après six heures, la dépression se renforce en tempête tropicale Cindy, en traversant l'île de la Martinique. En raison d'une structure de niveau supérieur médiocre, Cindy s'intensifie peu alors qu'elle se déplace vers l'ouest-nord-ouest à travers la mer des Caraïbes. Néanmoins, la tempête atteint son apogée avec des vents de 74 km/h le 16 août. Cependant, l’interaction avec la terre sur l'île d’Hispaniola affaiblit Cindy. Le 16 août en fin de journée, la tempête est réduite à l'état de dépression tropicale, au moment où elle touche terre près de Barahona, en République dominicaine. Cindy s'affaiblit rapidement à l'intérieur des terres et se dissipe tôt le 17 août,.
La tempête provoque des pluies torrentielles en Martinique, culminant à 395 mm à Saint-Joseph en seulement deux heures. Plus encore, 70 mm de précipitations tombent en seulement six minutes. Plusieurs rivières débordent en conséquence, ce qui a provoque des inondations et des glissements de terrain généralisés,. Plusieurs routes sont emportées ainsi que de nombreuses voitures et au moins 150 maisons sont détruites,, laissant environ 3 000 personnes sans abri,. Au total, la tempête cause 2 décès, 11 blessés et 107 millions de francs de dommages,,. En Guadeloupe, Cindy provoque des précipitations de 80 à 130 mm  en général, sans dégâts notables. Dans les autres îles des Antilles, la tempête a un impact minime, limité à de petites quantités de précipitations, des vents légers et une légère érosion des plages, en particulier à Porto Rico. En République dominicaine, des inondations dans les rues et dans les rivières sont signalées, affectant des centaines de résidents. Cindy provoque dans cette île deux morts,.

### OuraganEmily
Une onde tropicale traverse le Cap-Vert le 17 août. À 18h UTC le 22 août, la dépression tropicale Cinq se développe à plusieurs centaines de kilomètres à l'est-nord-est des Petites Antilles. Au début, la tempête se dirige vers le nord-ouest avec une intensification minimale, mais le 25 août, la dépression est reclassée au rang de tempête tropicale Emily. Elle devient ensuite presque stationnaire au sud-est des Bermudes et se renforce progressivement pendant cette période. Le 26 août, Emily devient brièvement un ouragan, bien qu'elle s'affaiblisse et redevienne une tempête tropicale tôt le lendemain. Cependant, à la fin du 27 août, Emily est à nouveau un ouragan. Le cyclone se déplace ensuite vers le nord-ouest et maintient l'intensité catégorie 1 jusqu'à devenir une catégorie 2 le 31 août. À 18h UTC, Emily devient un ouragan de catégorie 3 juste au large du cap Hatteras.
Cependant, l'ouragan a viré vers la mer depuis le 29 août et s'affaiblit, tombant à l'intensité d'une tempête tropicale alors qu'il se trouvait au nord-est des Bermudes le 3 septembre. Après avoir tourné vers le sud puis vers le nord-est, Emily s'affaiblit à nouveau en dépression tropicale le 4 septembre. La tempête perd toutes ses caractéristiques tropicales le 6 septembre, alors qu'elle est située à plusieurs centaines de kilomètres au sud-est de Terre-Neuve. Les bandes extérieures d'Emily frappent les Outer Banks en Caroline du Nord avec de fortes pluies, des marées élevées et des vents violents. La combinaison de ces effets endommage 553 maisons. Des dolines se forment le long de la North Carolina Highway 12 et des vents violents déracinent des arbres, abattant des lignes électriques et arrachant des toits. Plus au nord, deux pêcheurs près de Nags Head se noient ainsi qu'un garçon de 15 ans. De légères pluies sont également signalées dans le Maryland et le Delaware,. Les dégâts atteint 45 millions de dollars, tous en Caroline du Nord,.

### Tempête tropicaleDennis
Une onde tropicale et sa zone de basse pression associée émerge dans l'Atlantique depuis la côte ouest de l'Afrique le 21 août. Le lendemain, deux satellites indiquent que le système présente une rotation cyclonique distincte et une convection profonde croissante. À 12h UTC le 23 août, la dépression tropicale Six se développe alors qu'elle se trouve à environ 670 km à l'ouest-sud-ouest de Brava au Cap-Vert. Au début, un faible flux moyen dans les couches profondes provoque une trajectoire de la dépression vers l'ouest-nord-ouest. On estime que vers 12h UTC le 24 août, la dépression devient la tempête tropicale Dennis, d'après les images satellite.
Plus tôt le 25 août, Dennis atteint son intensité maximale avec des vents de 83 km/h et une pression barométrique minimale de 1 000 hPa. Après son intensité maximale, un creux relativement fort de niveau moyen à élevé pousse Dennis à se diriger vers le nord-nord-ouest le 26 août. Par la suite, une augmentation du cisaillement vertical du vent et une diminution des températures de surface de la mer provoquent un affaiblissement de la tempête. Finalement, la circulation de bas niveau devient presque dépourvue de convection profonde. Le 27 août, Dennis est rétrogradé au rang de dépression tropicale. La tempête prend ensuite une direction ouest-sud-ouest, alors qu'elle se trouve à mi-chemin entre les Bermudes et les îles les plus au sud du Cap-Vert.

### OuraganFloyd
Une onde tropicale est sortie de la côte ouest de l'Afrique le 28 août. Bien qu'elle ait eu une circulation de bas niveau bien définie, elle n'est pas classée comme un système tropical. En se déplaçant vers l'ouest, la convection profonde a diminué et est devenue presque inexistante le 31 août. Le 3 septembre, l'organisation nuageuse a commencé à se redévelopper. Le système est tourné vers le nord-ouest, loin des Petites Antilles. Un vol de reconnaissance dans le système note une circulation fermée de bas niveau avec une convection profonde persistante à 12 h UTC le 7 septembre et le NHC émet son premier bulletin pour la dépression tropicale Sept à environ 710 km au nord-nord-ouest de San Juan (Porto Rico). Seulement six heures après être devenue un cyclone tropical, la dépression se renforce et devient la tempête tropicale Floyd.
Au début, un fort cisaillement du vent du sud-ouest empêche toute intensification significative supplémentaire. La tempête accélère ensuite vers le nord-nord-ouest après avoir été happée dans un courant d'air rapide entre un fort creux barométrique et une crête subtropicale. Plus tard, le 8 septembre, elle est passée à environ 370 km à l'ouest des Bermudes.
Tôt le 9 septembre, la convection se développe le long de la circulation de bas niveau autrefois exposée. Après qu'une bouée météorologique ait signalé une vitesse de vent soutenue de 130 km/h pendant deux minutes et qu'un œil apparaisse sur l'imagerie satellite, Floyd est rehaussé à ouragan à 18 h UTC le 9 septembre. Se déplaçant à près de 85 km/h, l'ouragan commence à perdre ses caractéristiques tropicales en raison des températures de surface de la mer plus froides et devient extratropical à 18 h UTC le 10 septembre.
En passant au sud-est de Terre-Neuve, Floyd y a donné de légères précipitations, culminant à environ 22 mm. La tempête extratropicale a poursuivi rapidement vers l'est et a frappé la Bretagne, en France, avec une intensité équivalente à un ouragan de catégorie 1 et des vents soutenus de 90 km/h. En atteignant la France, les pluies se sont renforcées pour donner jusqu'à 71 mm à Quimper en 24 heures. On dénombre 5 décès par noyade dans la Manche et en Atlantique, ainsi que 40 000 foyers privés d'électricité.

### OuraganGert
Une onde tropicale a émergé dans l'océan Atlantique depuis la côte ouest de l'Afrique le 5 septembre. Le système s'est organisé lentement tout en traversant l'océan et une grande partie de la mer des Caraïbes. Il est devenu une dépression tropicale alors qu'il se trouvait au nord du Panama le 14 septembre. Le jour suivant, la dépression est rehaussée en tempête tropicale nommée Gert avant de pénétrer au Nicaragua. Après s'être affaiblie en dépression tropicale dans le terres, elle se dirigea vers le Honduras et se réorganise en tempête tropicale au-dessus du golfe du Honduras le 17 septembre.
Gert a touché terre une seconde fois au Belize le jour suivant et s'est affaibli à nouveau en dépression. Après avoir traversé la péninsule du Yucatán, Gert a émergé au-dessus des eaux chaudes de la baie de Campêche et s'est renforcé en ouragan de catégorie 2 le 20 septembre. L'ouragan a touché ensuite terre une troisième fois sur la côte du golfe du Mexique près de Tuxpan avec des vents de 157 km/h. Le terrain accidenté a perturbé rapidement sa structure et Gert est entré dans l'océan Pacifique sous forme de dépression tropicale près de Nayarit le 21 septembre. Cinq jours plus tard, le système s'est dissipée près de la Basse-Californie.
Comme Gert avait un diamètre, il a produit des pluies abondantes et généralisées dans toute l'Amérique centrale, qui, combinées à la saturation des sols par la tempête tropicale Bret un mois plus tôt, a provoqué d'importantes inondations de maisons et de cultures. Bien que des vents de la force d'un ouragan ont été rapporté lors du passage au Mexique, les effets les plus graves dans le pays ont été par inondations et glissements de terrain provoqués par les pluies torrentielles. À la suite du débordement de plusieurs rivières,,, de profondes crues ont submergé de vastes parties des États de Veracruz et de Tamaulipas, forçant des centaines de milliers de personnes à évacuer, dont 200 000 dans la seule région de Tampico. Les précipitations les plus fortes se produisent plus à l'intérieur des terres, dans la région montagneuse de San Luis Potosí, où jusqu'à 798 mm de précipitations sont mesurées.
À la suite de la catastrophe, les réseaux routiers des pays touchés sont gravement perturbés et des milliers de personnes se retrouvent sans abri. Des inondations plus étendues, mais moins graves, se produisent au Costa Rica, au Salvador, au Guatemala, au Honduras et au Nicaragua. Dans les zones touchées, les inondations endommagent ou détruisent plus de 40 000 bâtiments,,,,. Le cyclone a fait au moins 102 morts et plus de 170 millions de dollars de dégâts.

### OuraganHarvey
Une onde tropicale est passée au sud du Cap-Vert le 12 septembre. Le lendemain, les images satellite indiquaient la présence d’un centre de système nuageux. Le système a suivi une trajectoire vers le nord-ouest à travers l'océan Atlantique avec un développement ultérieur lent. En raison de l'interaction avec une dépression de niveau supérieur le 18 septembre, le système a commencé à s'organiser de manière significative. Après qu'un navire ait signalé des vents de 70 km/h, on a estimé que la dépression tropicale Neuf se développait à 18 h UTC le 18 septembre, à environ 640 km au sud-sud-est des Bermudes. La dépression se déplaçait d'abord vers le nord-nord-ouest, mais l'approche d'un creux d'onde courte l'a fait se déplacer finalement vers le nord-est.
La convection est restée désorganisée et de bas niveau le 19 septembre. Cependant, le lendemain, la dépression s'eest renforcé et est devenue la tempête tropicale Harvey. Par la suite, la tempête s'est intensifié rapidement et un œil est apparu sur les images satellite. Alors qu'il accélérait vers le nord-est, Harvey s'est transformé en ouragan à 18 h UTC le 20 septembre, avec des vents soutenus allant jusqu'à 120 km/h.
Cependant, la baisse des températures de la surface de la mer a affaibli immédiatement Harvey qui est redevienu une tempête tropicale, tout en perdant ses caractéristiques tropicales. À 18 h UTC le 21 septembre, Harvey a transité en cyclone extratropical alors qu'il se trouve bien à l'est de Terre-Neuve. Six heures plus tard, les restes extratropicaux de Harvey ont été absorbés dans une bande frontale.

### Dépression tropicaleDix
La dépression tropicale Dix s'est développée à 300 km au sud-est des Bermudes à 18 h UTC le 29 septembre. Initialement, la convection associée à la dépression était confinée au nord et à l'est du centre. La dépression était difficile à suivre, bien que les observations du vent aux Bermudes suggéraient qu'elle passait juste au nord de l'île entre 3 et 7 h UTC le 30 septembre. La dépression ne s'est pas organisée davantage et a fusionné avec un front froid à 0 h UTC le 1er octobre.